# 構樹
构树（学名：Broussonetia papyrifera），是一种桑科构属的植物，也叫楮树、榖樹（榖音構）、鈔票樹、奶樹、噹噹樹、紙木 ，在臺灣又俗稱鹿仔樹。

## 释名
构树一名出自《酉阳杂俎》，别名有楮桃（《救荒本草》）、楮（《植物名实图考》）、榖桑（《毛詩草木鳥獸蟲魚疏·其下維榖》：「榖， 幽州人謂之榖桑。」）、榖树（《诗经》）等。

## 分布
构树分布在中國大陸南北各地、馬來西亞、缅甸、印度錫金、泰國、越南、日本、朝鮮等。臺灣分布非常普遍，不論山區還是都市，可以見到構樹的蹤跡。

## 形态
构树为落叶乔木，高可达10～20公尺；多年生，树皮呈暗灰色，小枝密被灰色粗绒毛，折断后有乳汁。全缘不裂或不规则3～5深缺裂的卵形叶子，上面暗绿色被有硬毛，边缘有粗锯齿，背面為灰绿色密被长柔毛；初夏开淡绿一色小花，雌雄异株，雄花花序是为柔荑花序，作长条状下垂，雌花序球形头状；核果聚合成聚花果，呈圆球形，肉质，果肉橙红色，内有一种子。

## 习性
構樹常為平地或低海拔區域的先驅植物，生长于海拔0米至2,500米的地区，一般生长在林中、山坡阔叶林中、平原、河边杂木林中、丘陵、山坡、村边、山坡路边、山谷及石灰岩山坡。因為其生長力旺盛，容易繁殖茁壯，為一些耐陰的次生林植物遮蔭；然而先驅植物的遮蔭反而其種子無法在親木下方繁殖，因此次生林生長變得茂密。

## 用途
構樹其葉可以供作猪、牛、羊、兔、鹿的飼料，故在臺灣民間又俗稱鹿仔樹。樹皮可以造紙，是漢皮紙（桑皮紙）、和紙和韓紙的造紙原料之一。樹皮同時也可以經加工製成布料及衣物。構樹葉片可用來煮茶，雄花可用來入菜，果實亦可直接食用或製成果醬，其味道香甜好吃，有點類似草莓，然而不能到市場上販售，因為太軟、易爛。
構樹是一種優良的先驅植物，分布廣、適應性强、抗逆性强，能大量吸滯粉塵和吸收二氧化硫等有毒物質，耐煙塵，自生繁衍能力强，生長迅速，因此可以作為工業區和礦區的綠化用樹。構樹在中國廣泛被用於城市綠化，效果十分理想，也是三北地區的防護林和山區大力推廣種植與封育成林的好樹種。

## 圖片

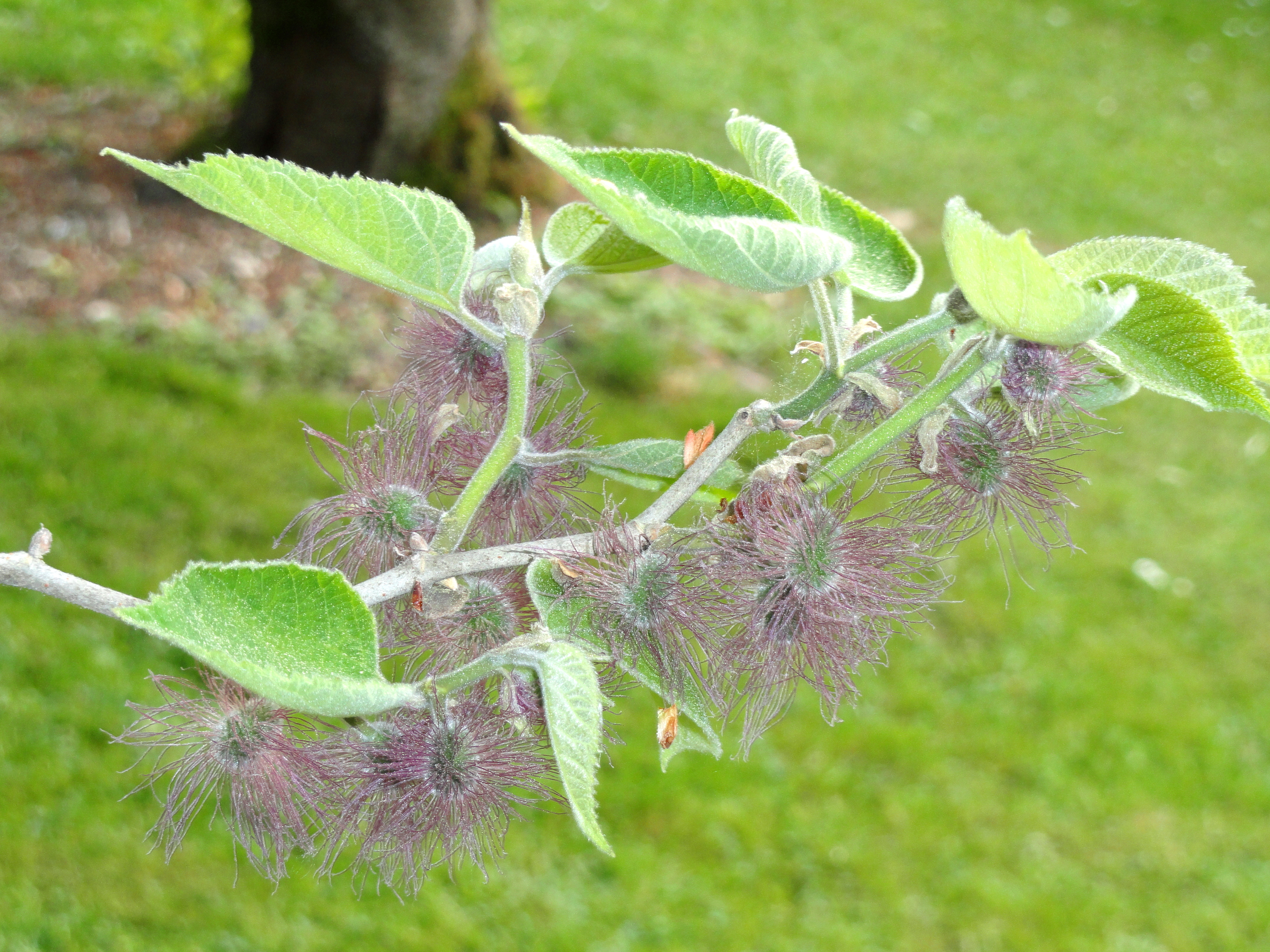
小枝密布绒毛
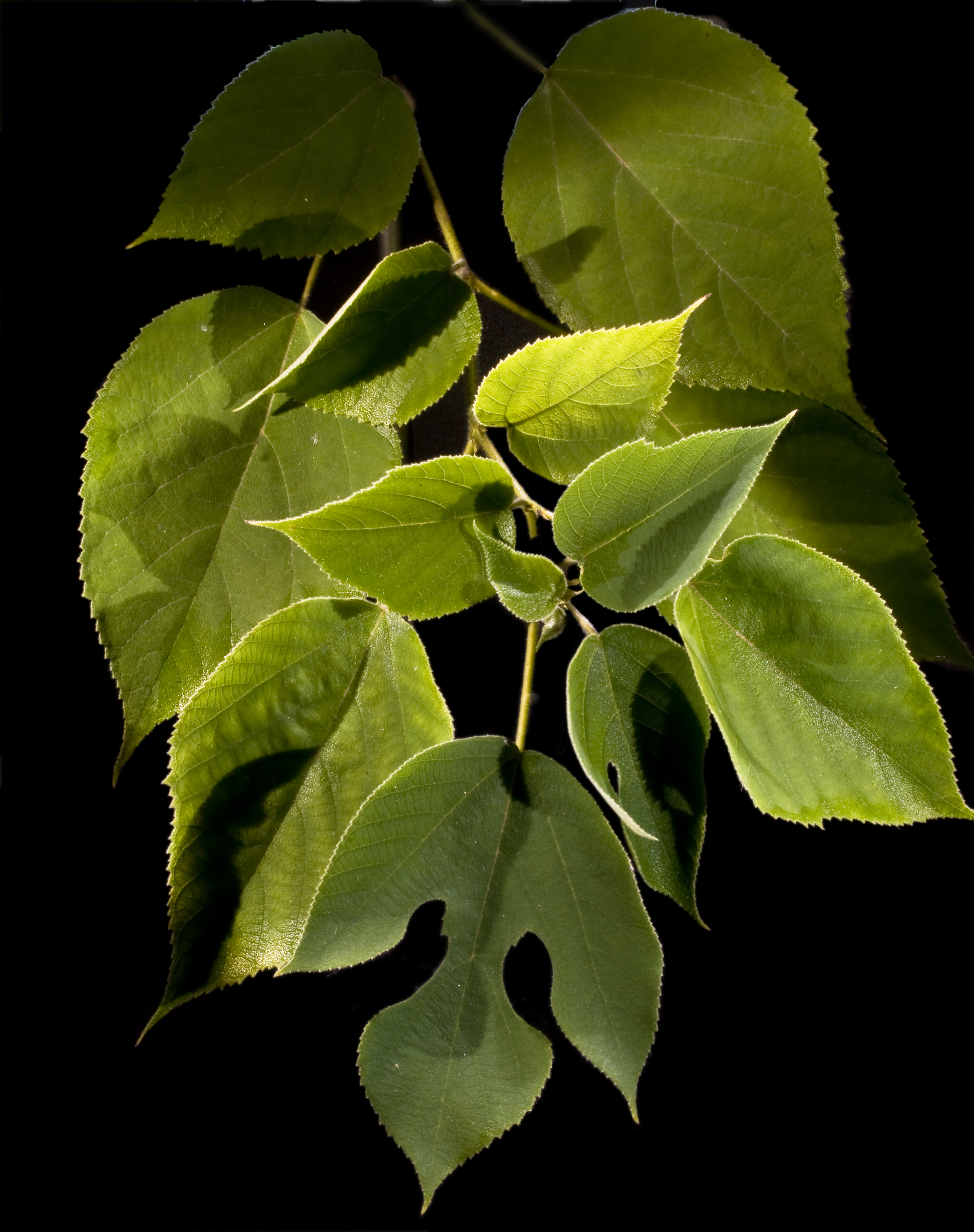
叶卵形，不裂或不规则3～5深裂
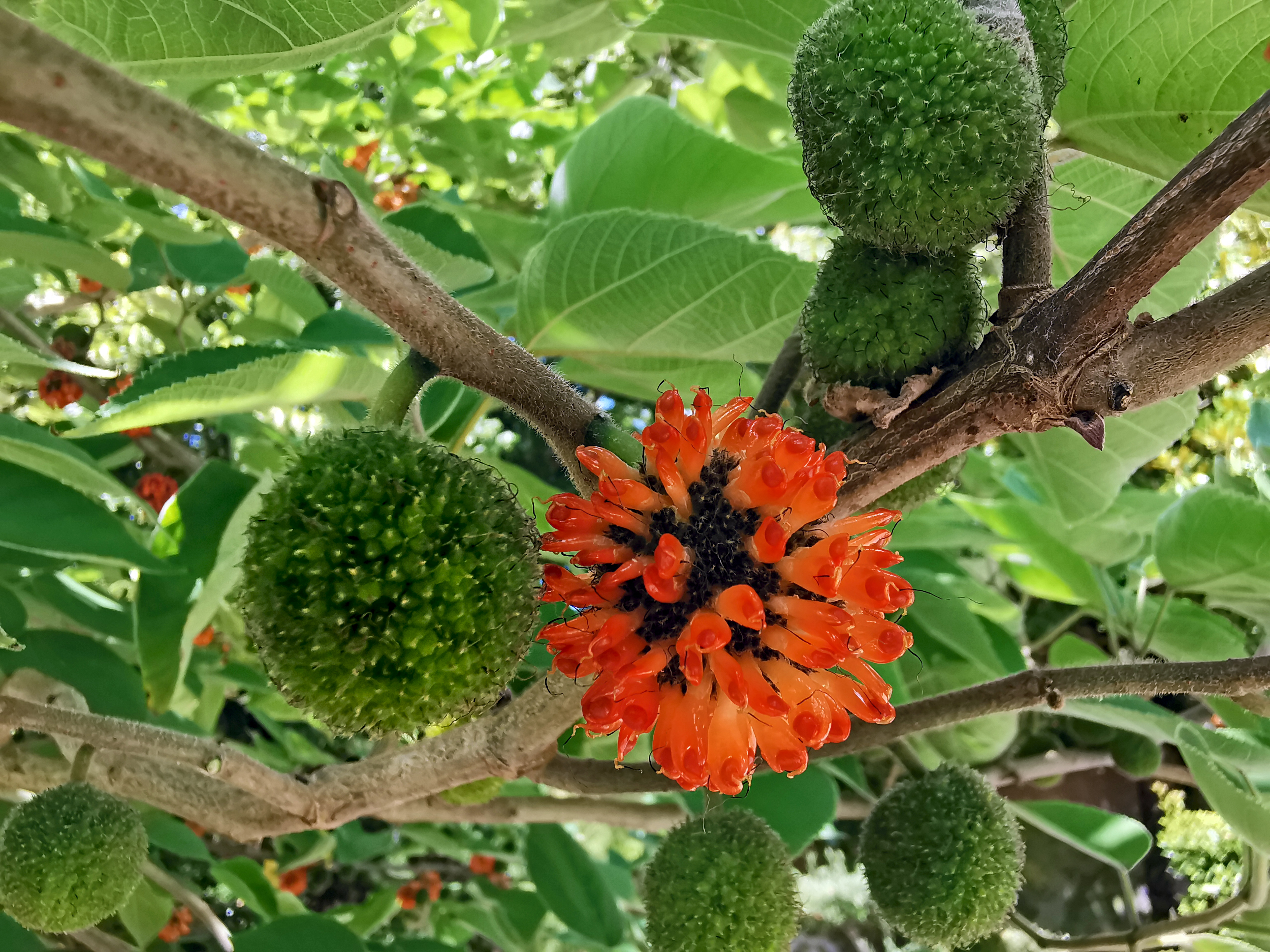
構樹的雌花與果
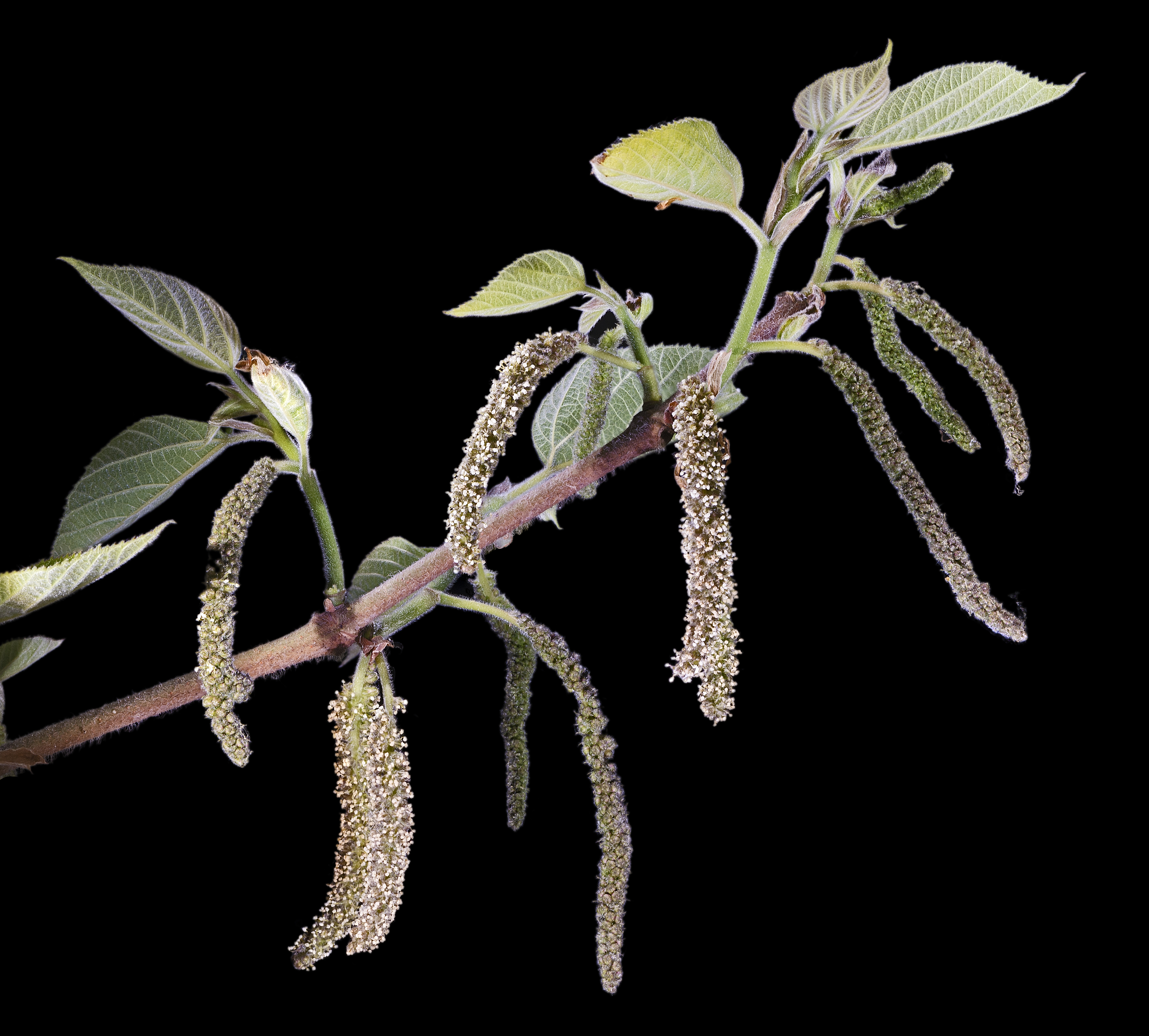
構樹雄花
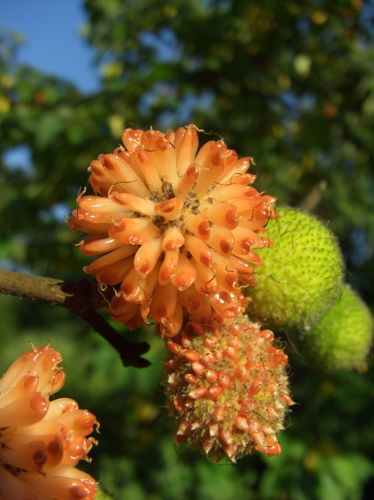
聚花果呈圆球形，肉质，红色
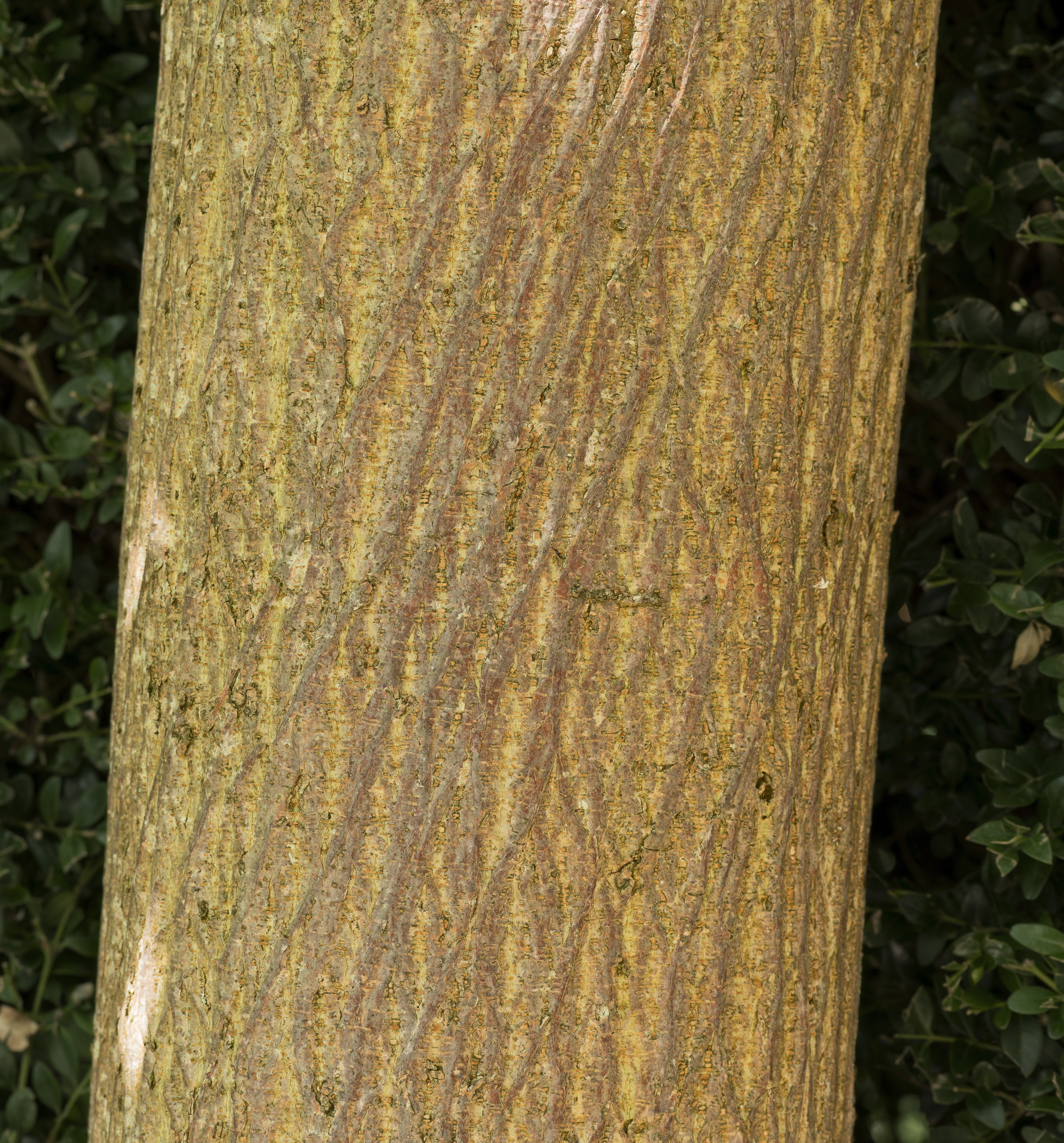
呈暗灰色之樹皮
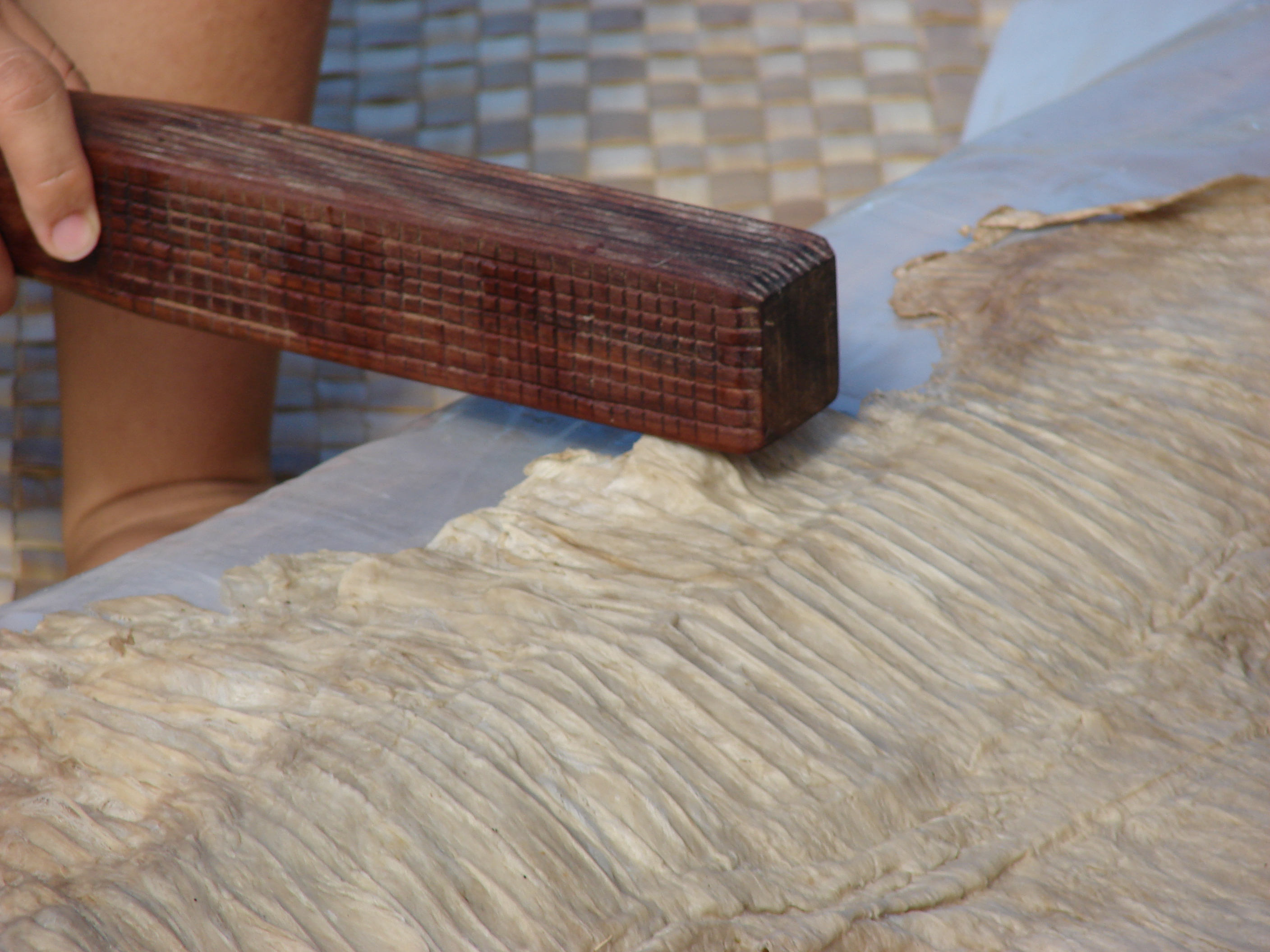
構皮紙製作過程

## 外部連結
- 細看構樹
- 構樹 Goushu （页面存档备份，存于） 藥用植物圖像數據庫 (香港浸會大學中醫藥學院) （中文）（英文）
- 楮實子 中藥材圖像數據庫  (香港浸會大學中醫藥學院) （中文）（英文）
- 中国数字植物标本馆的相关内容：构树[永久]
- 台大跨國研究　證實台灣為南島原鄉 （页面存档备份，存于）
- 植物構樹說的南島語族遷徙史 （页面存档备份，存于）